# Jean Clouet

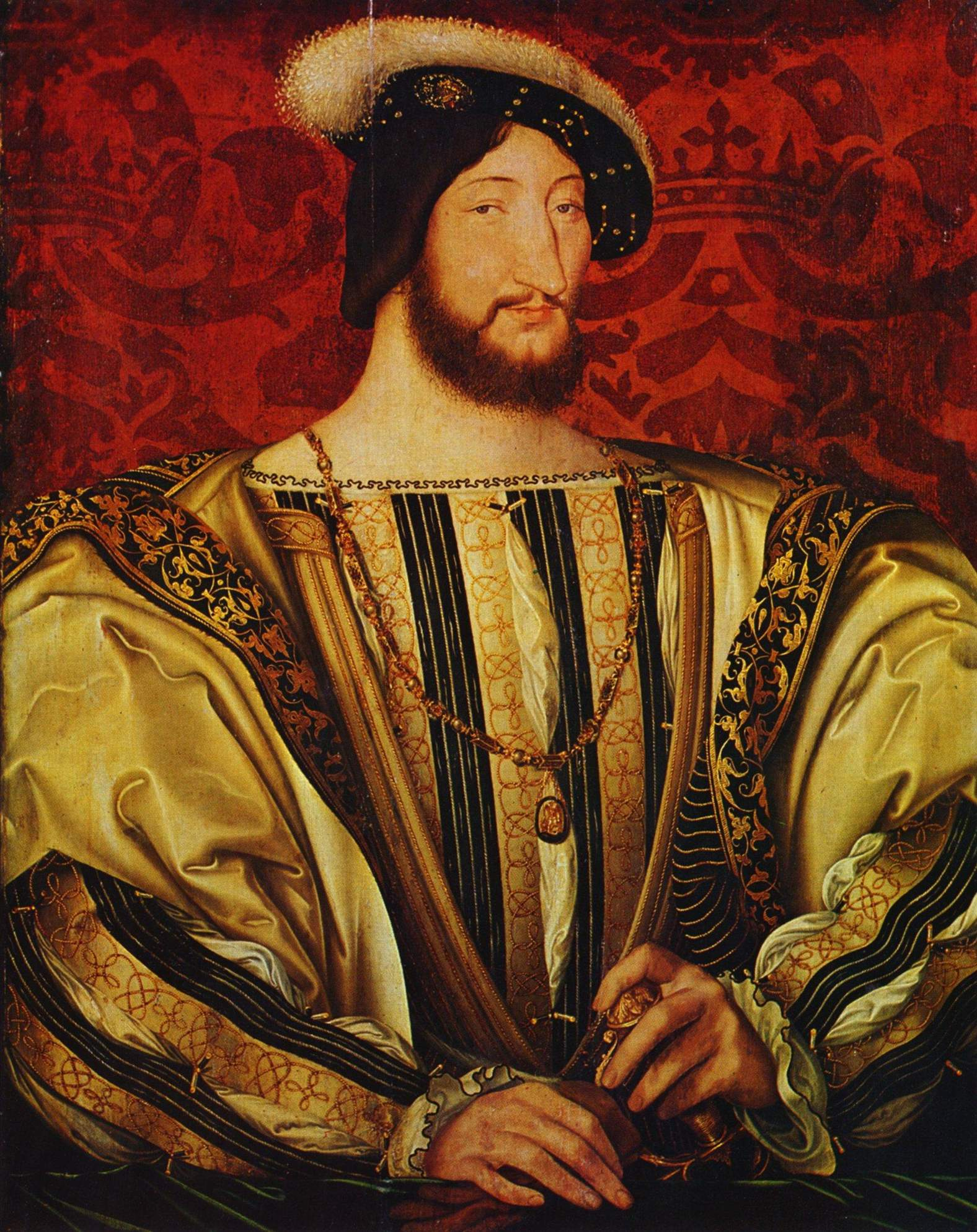
Portret van koning Frans I in het Louvre.

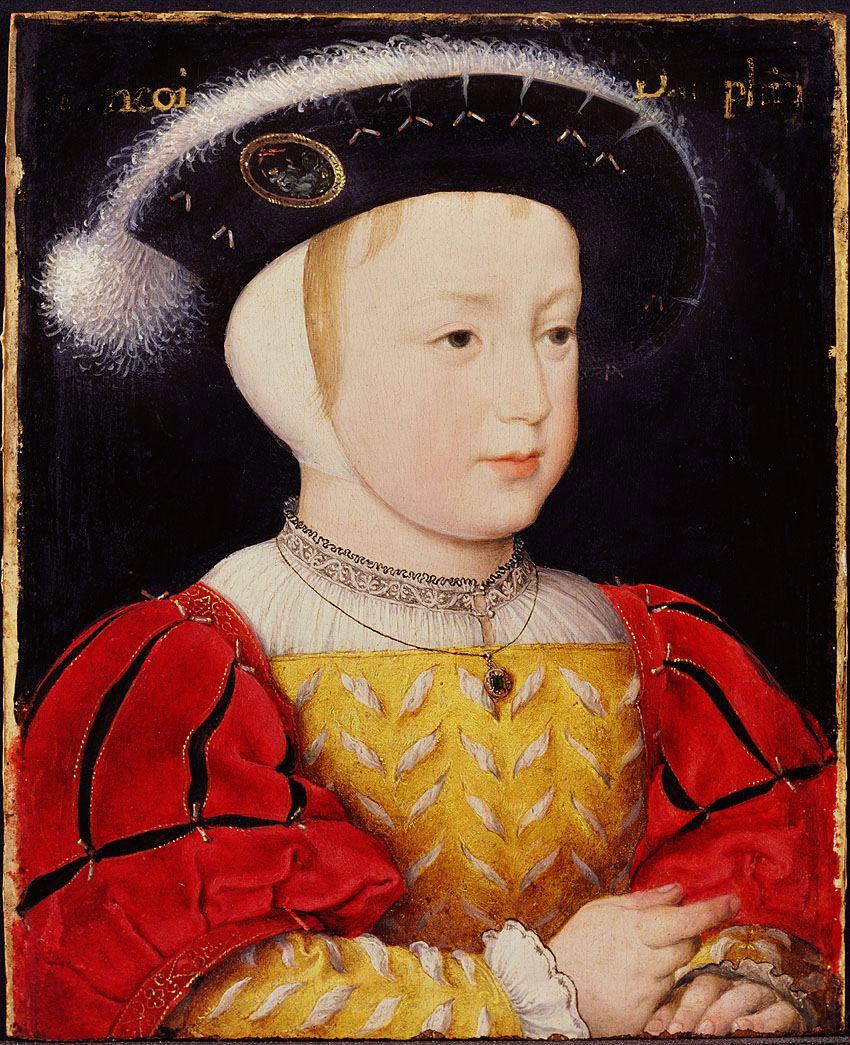
Portret van kroonprins Frans III van Bretagne in het Koninklijk Museum voor Schone Kunsten van Antwerpen.

Jean (ook: Janet of Jehannet) Clouet (omstreeks 1485 - Parijs, omstreeks 1540) was een 16e-eeuwse renaissancistisch tekenaar, miniaturist en kunstschilder die afkomstig was van de streek rond Brussel en werkzaam was in Tours en in Parijs. Zijn werken bestonden voornamelijk uit portretten van tijdgenoten.

## Levensloop
Clouet werd geboren in de omgeving van Brussel, toen een deel van de Bourgondische Nederlanden. De Franse historicus Jean de Laborde stelde in 1855 dat de Brusselaar Jehan Cloet, een kunstschilder die regelmatig werkte in opdracht van de Bourgondische hertog Karel de Stoute, de vader van Jean Clouet zou geweest zijn. Een sluitend bewijs voor deze theorie is er nooit gevonden. Over zijn jeugdjaren en zijn opleiding is niets geweten.
Op jonge leeftijd verhuisde Clouet naar het Franse Tours waar hij verbleef en waar hij huwde met Jeanne Boucault, de dochter van een plaatselijke edelsmid. Uit het huwelijk werden twee kinderen geboren: omstreeks 1510 een zoon François die later eveneens kunstschilder werd, en nadien nog een dochter Catherine.
In 1516 kwam Clouet in dienst van de Franse koning Frans I. Na de dood van hofschilder Jean Bourdichon in 1521 volgde Clouet hem op en hij vestigde zich in 1522 in de Franse hoofdstad.
Clouet stierf in Parijs tussen juli 1540 en november 1541, het moment dat zijn zoon François werd benoemd als zijn opvolger als hofschilder van de Franse koning. In de benoemingsakte stond te lezen dat Jean Clouet van buitenlandse afkomst was en hieraan heel zijn leven vasthield.

## Werken
Clouet liet geen gesigneerde werken na. Het grootste deel van zijn werken zijn rood-witte krijttekeningen van bekende tijdgenoten zoals Erasmus waarvan de meeste zich in het Musée Condé in het kasteel van Chantilly bevinden. Ook van de Franse koninklijke familie tekende Clouet diverse portretten. De tekeningen tonen een duidelijke Italiaanse invloed, vooral van Leonardo da Vinci, die Clouet had ontmoet aan het Franse Hof.
Over zijn schilderijen bestaan enige twijfels omtrent het auteurschap. Het portret van koning Frans I in het Louvre en het ruiterportret van dezelfde koning in de Uffizi in Firenze worden aan Clouet toegeschreven maar dit wordt door sommige kunsthistorici in twijfel getrokken. Andere belangrijke werken van hem zijn een in 1530 geschilderd portret van de Franse wiskundige en cartograaf Oronce Finé dat het enige bekende portret is van deze wetenschapper. Een portret van de Franse classicus Guillaume Budé bevindt zich in het Metropolitan Museum of Art in New York. In het Koninklijk Museum voor Schone Kunsten van Antwerpen bevindt zich een portret van kroonprins Frans III van Bretagne.
Clouet schilderde zeven cirkelvormige miniaturen in het manuscript Les commentaires de la Guerre Gallique de 1518-20 dat bewaard wordt in de Bibliothèque nationale de France in Parijs. Een achtste miniatuur, dat de graaf van Brissac voorstelt, bevindt zich in de kunstverzameling John Pierpont Morgan in New York. Op grond van identieke karakteristieken met de zeven overige miniaturen kan het miniatuur uit de Morgan Library eveneens aan Clouet toegeschreven worden.

## Portretten

### Tekeningen

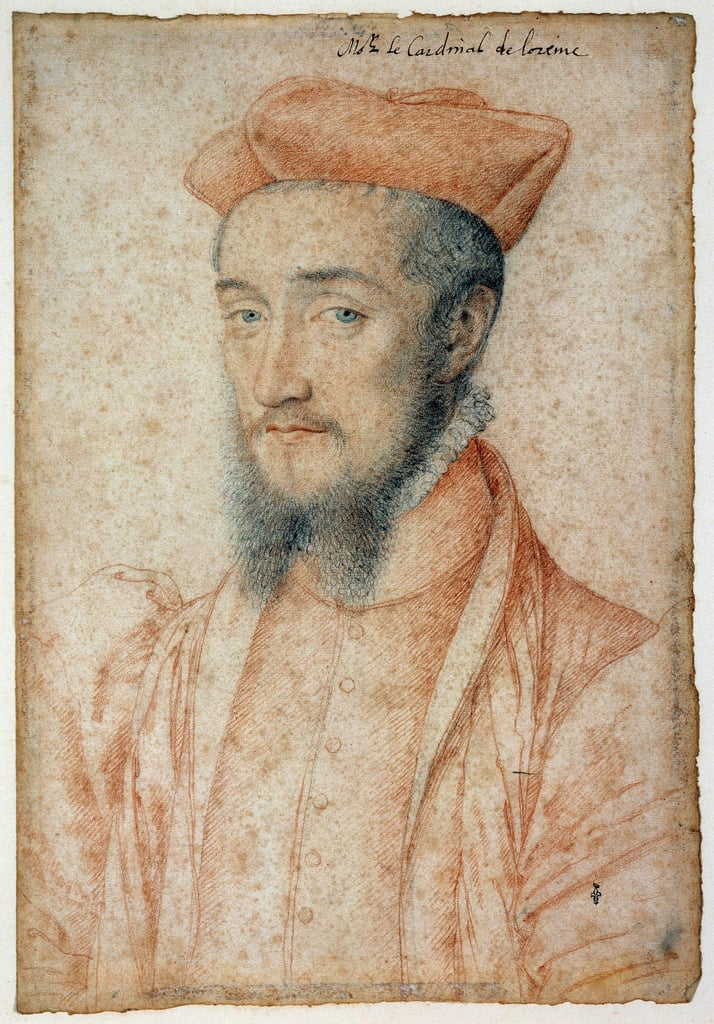
Kardinaal Karel van Lotharingen (1524-1574)
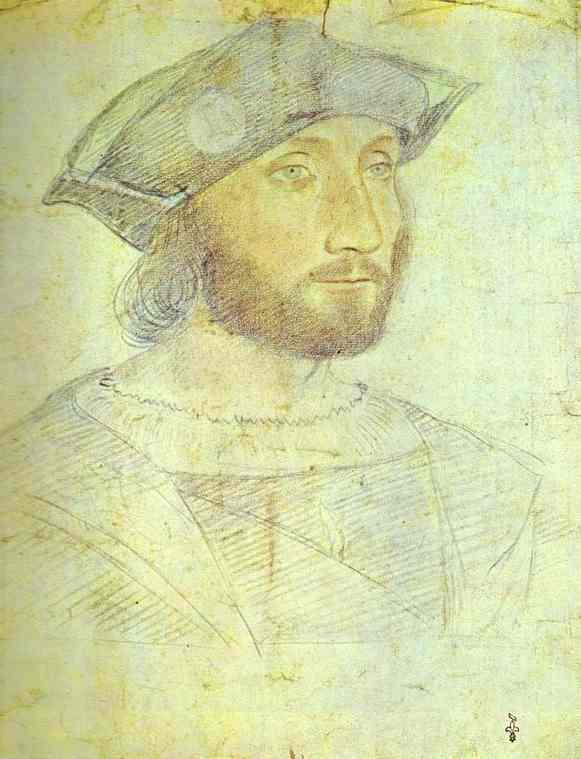
Guillaume Gouffier de Bonnivet (1488-1525)
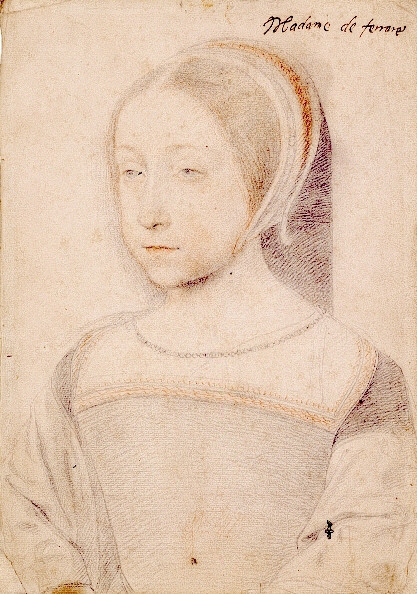
Renate van Frankrijk, hertogin van Ferrara
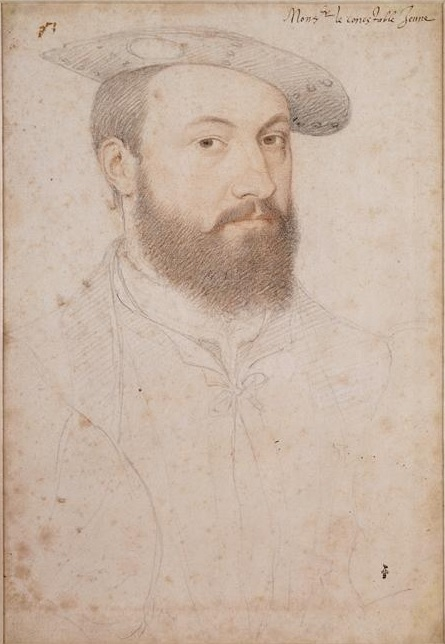
Anne van Montmorency
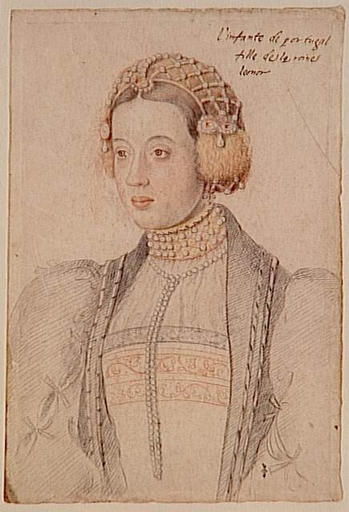
Maria van Portugal (1521-1577)

### Schilderijen

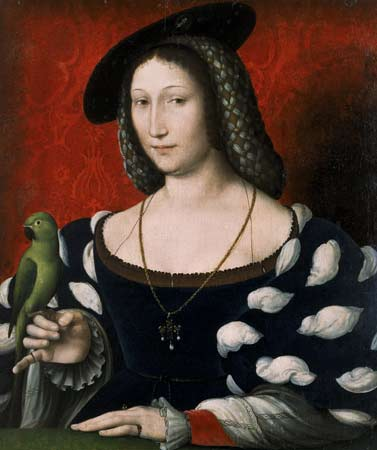
Margaretha van Angoulême
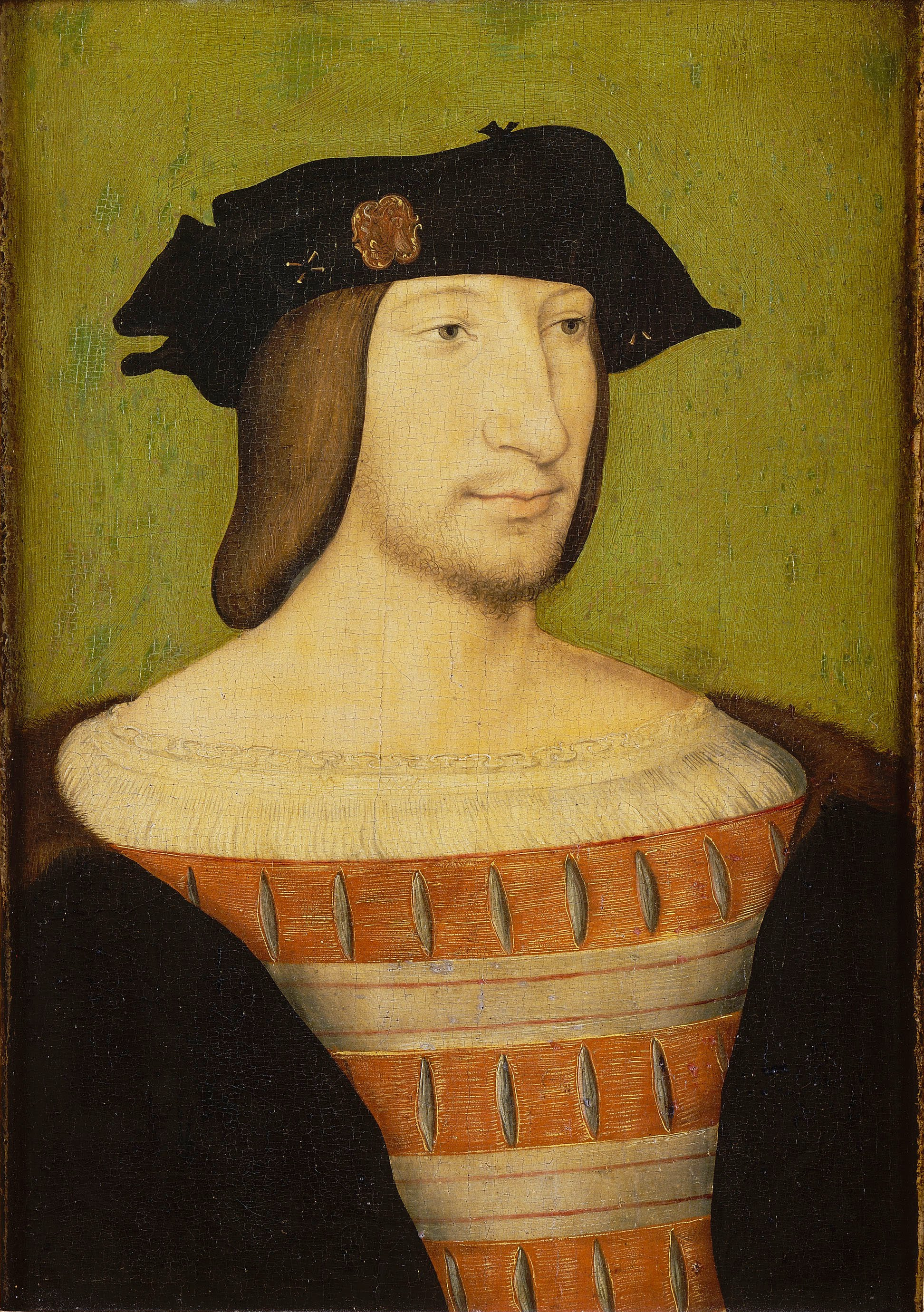
Koning Frans I van Frankrijk
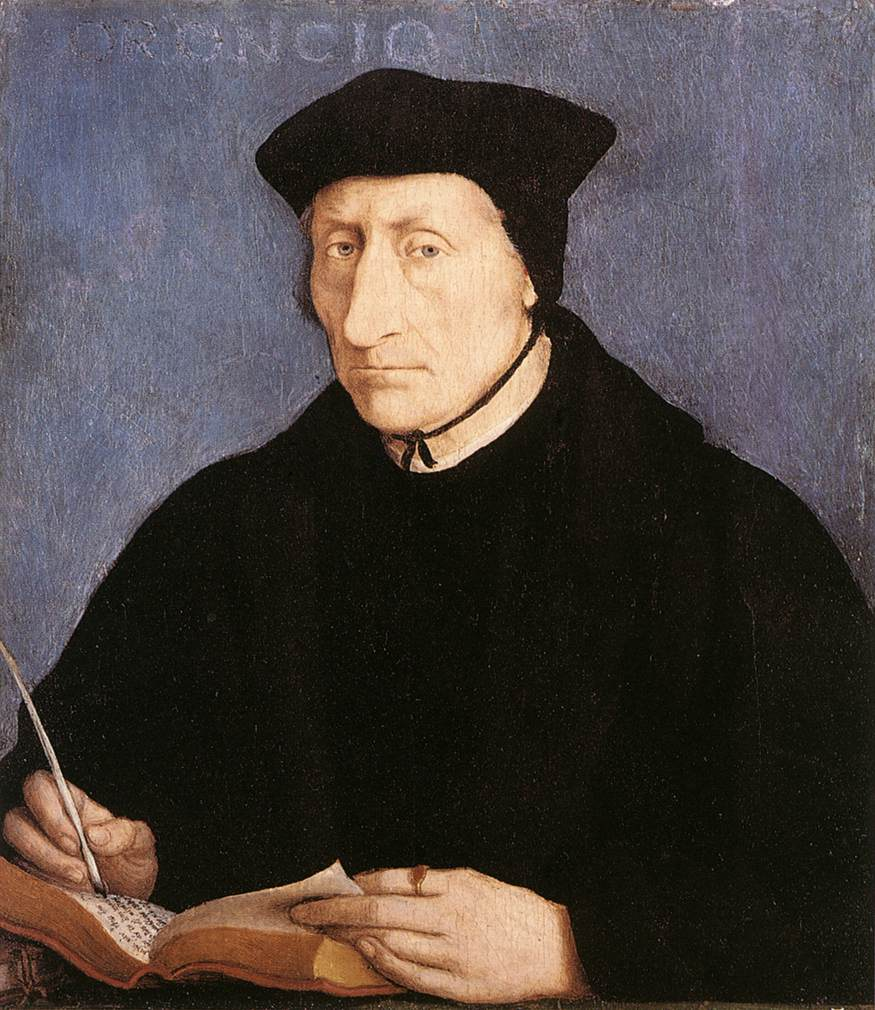
Guillaume Budé
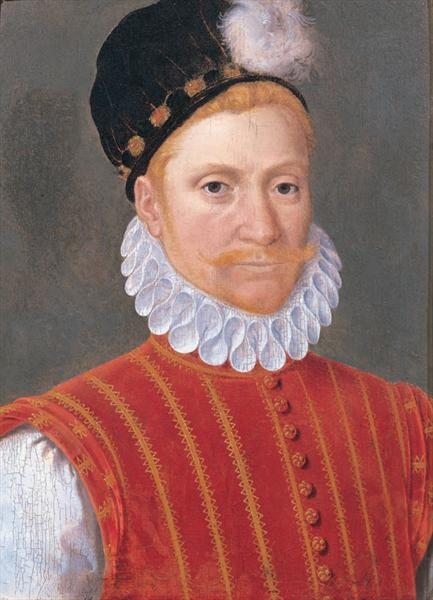
William Kirkcaldy of Grange (1520-1573)
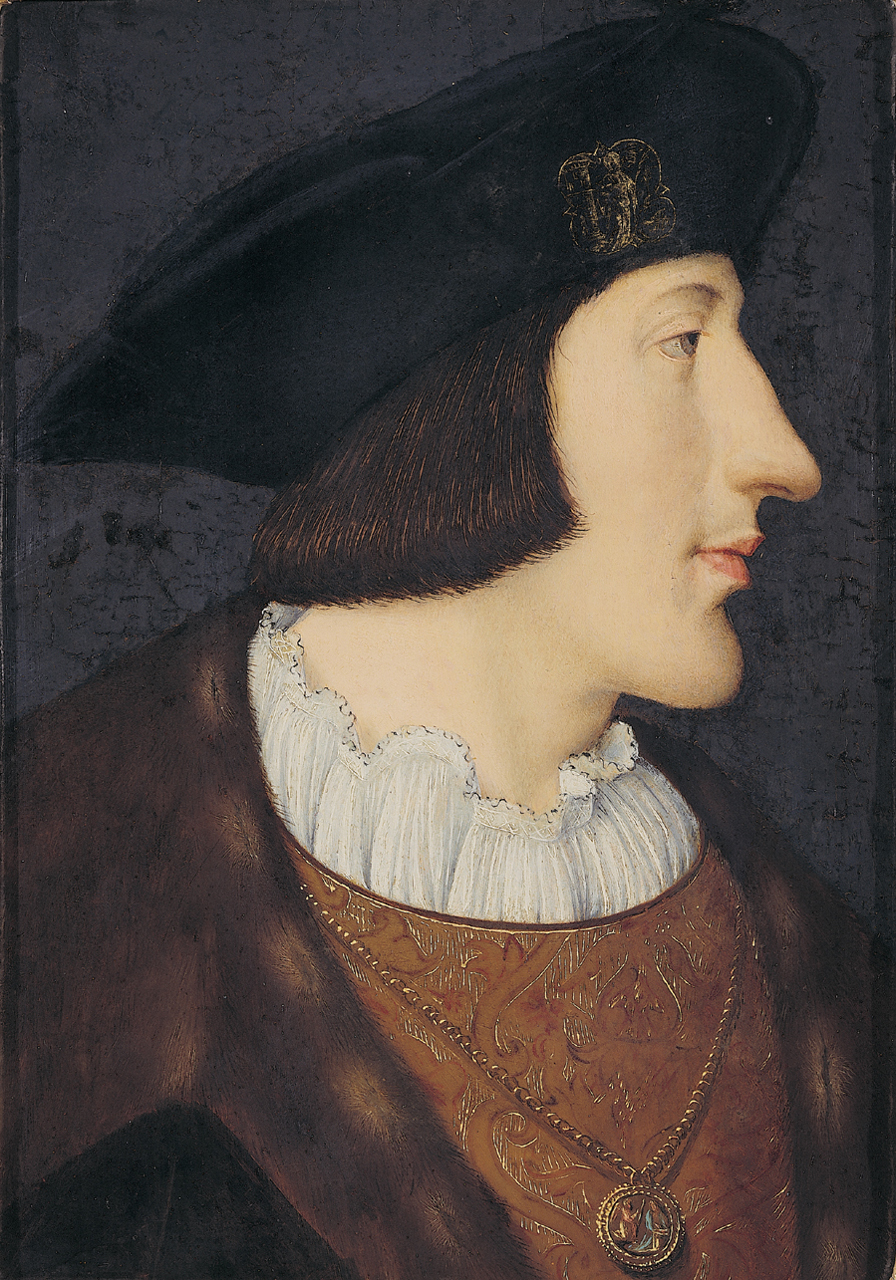
Karel III van Savoye